# Frankfurter Rathaus (Niederursel)

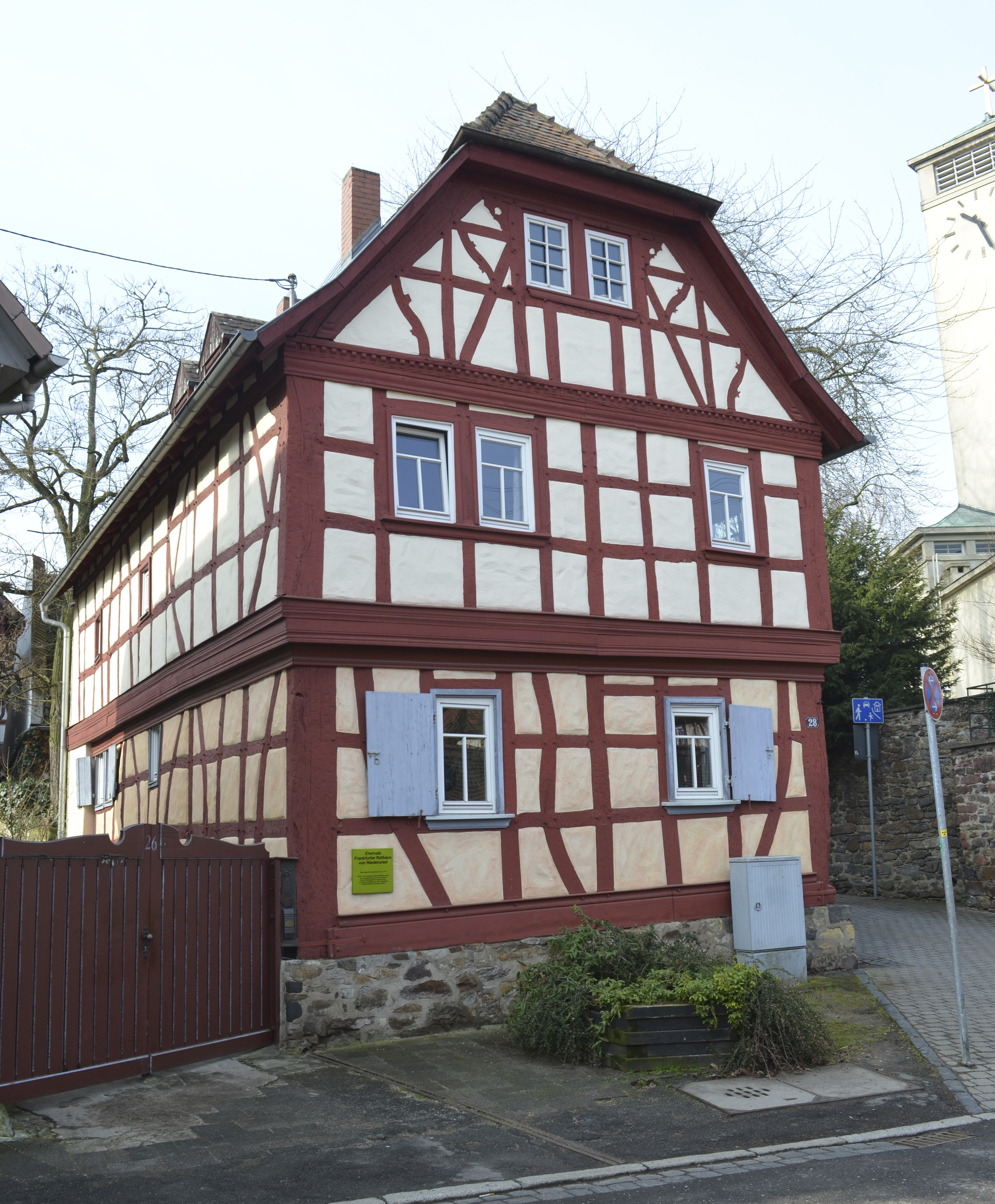
Das Frankfurter Rathaus in Niederursel

Das Frankfurter Rathaus in Niederursel ist ein aus dem frühen 18. Jahrhundert stammendes Fachwerkhaus. Es wurde errichtet als das Rathaus der unter Frankfurter Herrschaft stehenden Ortshälfte von Niederursel, seit 1910 als Frankfurt-Niederursel ein eingemeindeter, nordwestlicher Stadtteil von Frankfurt am Main.

## Geschichte
Im Jahr 1714 erfolgte eine Realteilung von Niederursel zwischen der Freien Reichsstadt Frankfurt und der Grafschaft Solms-Rödelheim (Gemeinherrschaft, siehe auch → Kondominium). In der Folge wurden das Solmssche Rathaus und das Frankfurter Rathaus erbaut. Zur Finanzierung des Frankfurter Rathauses einschließlich Backhaus stand ein Betrag von 60 Gulden zur Verfügung. Entsprechend fiel das 1716 fertiggestellte Gebäude eher schlicht aus. Auf einem niedrigen Kriechkeller wurde ein zweistöckiges Fachwerkhaus mit Krüppelwalmdach errichtet. Aufgrund von Feuchtigkeitsschäden wurde später der rückseitige Giebel durch Mauerwerk ersetzt.
Über der Eingangstür ist folgender Spruch eingeschnitzt:

„Recht tun hat betrogen,
Ich täd Recht und ward belogen
Fuxschwenzer sind bei Herren lieb
Stehlen mehr als ander Dieb
Gleich wie der Fux den Hahn tud rechen,
Also wird der Teufel den Fuxschwenzer
den Hals zuletzt brechen“

Das Haus mit der Adresse Alt-Niederursel 28 steht unter Denkmalschutz des Landes Hessen. Die Denkmalschutztopographie beschreibt das Haus wie folgt: „Barockes Gebäude von 1716 mit Zierfachwerk, Sturzbalken und Inschrift.“